# Przesłuchanie
Przesłuchanie è un film del 1982 diretto da Ryszard Bugajski.
Pellicola polacca ambientata nella Varsavia degli anni '50.
A causa del suo contenuto che metteva in cattiva luce il regime comunista, il governo polacco bandì il film dalla distribuzione per più di sette anni, fino alla dissoluzione del blocco socialista nel 1989. Il regista Ryszard Bugajski (emigrato in Canada nel 1985) partecipò attivamente ad una distribuzione clandestina di copie in VHS che permisero all'opera di venire conosciuta anche nel corso degli anni '80.
Presentato in concorso al Festival di Cannes 1990, è valso alla sua protagonista Krystyna Janda il premio per la migliore interpretazione femminile.

## Trama
Tonia Dziwisz è una cantante di cabaret che, innocente, viene arrestata, e resterà in prigione per cinque anni.

## Riconoscimenti
- Festival di Cannes 1990
  - premio per la migliore interpretazione femminile (Krystyna Janda)
- 1989 - Premio come miglior film polacco